# Andreas Bierwirth

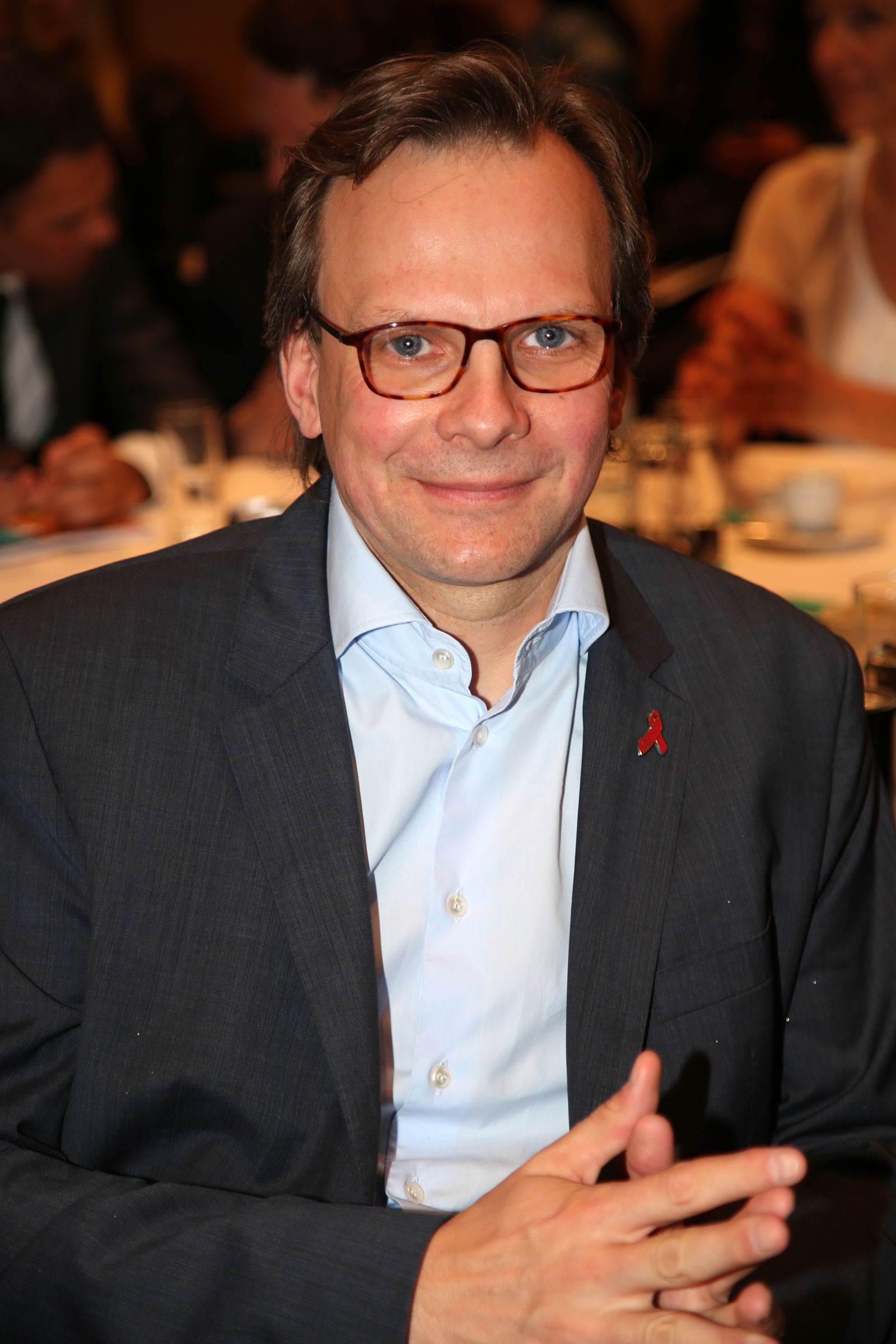
Andreas Bierwirth (2015)

Andreas Bierwirth (* 8. Mai 1971 in Lünen, Deutschland) ist Mitglied des Aufsichtsrates und Pilot bei Avcon Jet. Er war von 1. September 2012 bis 30. September 2022 Vorsitzender der Geschäftsführung (CEO) von Magenta Telekom (T-Mobile Austria).

## Leben
Nach seiner Ausbildung zum Bankkaufmann studierte Andreas Bierwirth Betriebswirtschaftslehre an der Universität Münster und promovierte zum Dr. rer. pol. am Institut für Marketing bei Heribert Meffert. Seine Doktorarbeit beschäftigte sich mit Corporate Branding.
Als stellvertretender Geschäftsführer der Eurowings entwickelte er ab 2002 die Neupositionierung und das Rebranding der Lufthansa-Tochter Germanwings, die er ab 2004 leitete. Nach zwei Jahren als Vice President Marketing des deutschen Luftfahrt-Unternehmens Lufthansa wurde er 2008 zum Chief Commercial Officer der Austrian Airlines (AUA) bestellt, von 2009 bis 2012 auch zum Chief Financial Officer , bevor er im April 2012 das Unternehmen aufgrund strategischer Differenzen mit dem Aufsichtsratsvorsitzenden bezüglich des Sparkurses der AUA verlassen musste.
Am 1. September 2012 wurde Bierwirth zum Vorsitzenden der Geschäftsführung der damaligen T-Mobile Austria, heute Magenta Telekom. Seit 2017 ist er Mitglied des Aufsichtsrats der Schwestergesellschaft Telekom Deutschland, davor war er von 2015 bis 2016 Aufsichtsratsvorsitzender von T-Mobile Poland.
Am 1. Oktober 2022 wechselte er zur Erste Group, wo er gemeinsam mit Willibald Cernko das Privatkundengeschäft übernehmen und nach einer Einarbeitungsphase in den Vorstand einziehen sollte. Im Juni 2023 gab er bekannt, die Erste Group zu Beginn des Sommers zu verlassen.
Bierwirth ist ausgebildeter Berufspilot und Non-Executive Board Member von EasyJet sowie Aufsichtsratsvorsitzender des FK Austria Wien und des börsennotierten Restaurant- und Catering-Konzerns DO & CO AG.

## Auszeichnungen
- 2019: Mann des Jahres der Zeitschrift trend[12]